# Mikroregion Nordeste de Roraima

Mikroregion Nordeste de Roraima

Mikroregion Nordeste de Roraima – mikroregion w brazylijskim stanie Roraima należący do mezoregionu Norte de Roraima. Ma powierzchnię 30.921,1 km²

## Gminy
- Bonfim
- Cantá
- Normandia
- Uiramutã